# Thyene coronata
Thyene coronata là một loài nhện trong họ Salticidae.
Loài này thuộc chi Thyene. Thyene coronata được Eugène Simon miêu tả năm 1902.